# Исторический фильм
Истори́ческий фильм — жанр игрового кино, изображающий конкретные исторические эпохи, события и личности прошлого. Различают историко-биографические фильмы о реальных исторических деятелях, иллюстрирующие их жизненный путь («Александр Невский» 1938, «Спартак» 1960, «Царство небесное» 2005), и историко-приключенческие фильмы о вымышленных персонажах прошлых лет, зачастую с остросюжетной интригой («Граф Монте-Кристо», «Гардемарины, вперёд!»). Исторические фильмы нередко являются экранизациями исторических романов («Война и мир» Л. Н. Толстого). В Голливуде используется также термин «period piece» — любой фильм, действие которого происходит в узнаваемый исторический период прошлого, независимо от того, связан ли его сюжет с историческими событиями.

## Жанры
Историческое кино нередко пересекается с жанрами приключенческого фильма и боевика, так как чаще всего предметом фильма становятся драматические и судьбоносные события, войны, перевороты и тому подобное. По времени и характеру действия выделяют несколько специфических разновидностей исторического фильма:
- Батальное кино — в советском кинематографе особенно распространены были фильмы о Великой Отечественной войне.
- Вестерн — родившийся в Америке жанр историко-приключенческого кино, действие которого происходит на Диком Западе в XIX веке. Впоследствии вестерны, адаптированные под национальные особенности, стали снимать и в других странах (см. спагетти-вестерн, истерн).
- Истерн — советский приключенческий фильм, действие которого происходит на Востоке — в азиатских частях СССР, по преимуществу в период Гражданской войны («Белое солнце пустыни» 1969).
- Пеплум — высокобюджетные фильмы о древнем мире (обычно Греции, Риме, Египте или Израиле) с пышными костюмами и декорациями, нередко с внушительными массовками. Жанр зародился в Италии, однако наивысшего расцвета достиг в Голливуде в конце 1950-х и начале 1960-х годов («Бен-Гур» 1959, «Спартак», «Клеопатра»).
- Тямбара — японское кино о самураях, крупнейшим мастером которого был Акира Куросава («Семь самураев», «Трон в крови»).
- Уся — китайское историко-приключенческое кино с фантастически утрированными восточными единоборствами («Крадущийся тигр, затаившийся дракон», «Дом летающих кинжалов»).
- Фильм плаща и шпаги — костюмное кино с динамичным развитием действия и фехтовальными поединками («Зорро», «Анжелика»). Зачастую это экранизации приключенческих романов таких авторов как Александр Дюма, Роберт Стивенсон и Майн Рид о мушкетёрах, пиратах и прочих искателях приключений. На ролях отважных героев и благородных разбойников специализировались Дуглас Фэрбенкс, Эррол Флинн, Жан Маре, Михаил Боярский.

## Экранизации классических романов
В 1930-е годы на амбициозных экранизациях литературной классики сделал себе имя легендарный продюсер Дэвид Селзник. Профинансированный и спродюсированный им фильм «Унесённые ветром» долгое время оставался рекордсменом кассовых сборов. В послевоенное время крупнобюджетные техниколоровые экранизации в селзниковской традиции продолжали снимать голливудский маэстро Дэвид Лин («Лоуренс Аравийский»), французские режиссёры во главе с Максом Офюльсом и итальянец Лукино Висконти («Леопард», «Чувство»).
Особую группу исторических фильмов составляют многочисленные экранизации романов Джейн Остин (действие происходит во время Наполеоновских войн) и Чарльза Диккенса (основное место действия — Лондон викторианской эпохи). Они особенно характерны для кинематографа Великобритании, который вообще славится тонкими, тактичными экранизациями литературной классики — от оскароносного «Тома Джонса» до «Опасных связей» Стивена Фрирза.
Элегическое настроение при академической выверенности отличает экранизации британской классики, выполненные интернациональным дуэтом Мерчант и Айвори.

## Авторское кино
В области исторического кино предпочитали работать крупнейшие мастера довоенного кинематографа, включая Дэвида Гриффита («Нетерпимость») и Сергея Эйзенштейна («Александр Невский», «Иван Грозный»). В 1950-е и 1960-е гг. корифеи авторского кино не раз переносили действие фильмов в аскетичную обстановку Средних веков, благо она предрасполагала к рефлексии на нравственные и религиозные темы («Сказки туманной луны после дождя», «Седьмая печать», «Андрей Рублёв»).

## Историческая достоверность фильмов
Исторические фильмы далеко не всегда достоверно отражают реалии прошлого. Зачастую они романтизируют, приукрашивают прошлое для зрителя, превращая его в яркий сеттинг для приключений, интриг или драмы, основанный на стереотипных представлениях об эпохе. В историко-биографических фильмах о реальных деятелях сценаристы нередко опускают или изменяют спорные, неоднозначные моменты, чтобы лучше подчеркнуть драматизм событий и идею фильма. Создатели некоторых исторических фильмов целенаправленно отходят от реализма, прибегая к анахронизмам как к творческому приёму.
Впрочем, существуют и фильмы, снятые с высокой достоверностью; этого обычно удаётся добиться благодаря участию консультантов и исторических реконструкторов. Какая доля творческой вольности допустима при изображении исторических событий — это давний предмет спора в кругах кинематографистов и критиков, на который существуют разные точки зрения.
С точки зрения достоверности исторической реконструкции в кино наметились два подхода. В 1970-е годы популярен был архивно-документальный подход Роберто Росселлини («Приход Людовика XIV к власти»), который достиг апофеоза в «Барри Линдоне» Стэнли Кубрика (1975). В 1990-е годы в моду вошло осовременивание исторических реалий, подчас неброское (как в «Королеве Марго» Патриса Шеро), но в отдельных случаях напрочь стирающее границы между периодами («Эдуард II» Дерека Джармена) или нарочито переписывающее исторические события (пример — сожжение Гитлера в парижском кинотеатре в «Бесславных ублюдках» Тарантино).